# Unterwerfungstheorie
Die Unterwerfungstheorie ist ein Modell, das die Entstehung des Staates aus staatsfreien Gesellschaften erklären soll.

## Entwicklung der Theorie
Die Unterwerfungs- oder Eroberungstheorie wurde schon früh von Ibn Chaldūn vertreten und von Franz Oppenheimer weiter ausgearbeitet. Oppenheimer stützte sich auf die Überlagerungstheorie früherer Autoren, insbesondere die ethnische Überlagerungstheorie Gumplowicz'.
Der Unterwerfungstheorie folgen unter anderem Alexander Rüstow sowie etliche libertäre Denker.

## Inhalt der Theorie
Die Unterwerfungstheorie geht davon aus, dass der Staat in einem Prozess der Unterwerfung friedlicher Bauernvölker durch kriegerische Hirtenvölker entstanden ist.
Nach Oppenheimers Modell vollzieht sich die Staatswerdung in sechs Phasen, die teilweise mehrere Jahrzehnte oder Jahrhunderte dauern können:
Nach einer ersten Phase der Plünderungen nimmt in der zweiten Phase des Modells eine gewisse „Nachhaltigkeit“ Einzug: die Geplünderten werden am Leben gelassen, müssen aber einen Teil ihres erwirtschafteten Überschusses an die Eroberer abgeben; die Gewalt von Seiten der Eroberer wird auf ein Mindestmaß zur Aufrechterhaltung dieser Machtbeziehung reduziert. Oppenheimer vergleicht die erste Phase mit dem Bären, der den Bienenstock ausraubt und zerstört, die zweite mit dem Imker, der den Bienen „genug Honig lässt, um zu überwintern“.
Die in der zweiten Phase etablierte Beziehung führt dazu, dass die unterworfenen Bauern von den Eroberern Schutz erhalten und bei diesen Schutz suchen. Außenstehenden wird es verboten, den Unterworfenen zu berauben. Am Ende dieser Entwicklung entsteht die dritte Phase dadurch, dass die Unterworfenen einen „Tribut“ zahlen, anstatt ihn von den Eroberern abgenommen zu bekommen. Dies hat für beide Seiten Vorteile – in Form der verlässlichen Regelhaftigkeit für den Unterworfenen und in Form der Arbeitserleichterung für den Eroberer.
Die vierte Phase ist dadurch gekennzeichnet, dass sich – entweder durch räumliche Enge wegen konkurrierender Hirtenvölker oder aus Gründen der besseren Überwachung der Bauern – Eroberer und Unterworfene aus einem Gebiet vereinigen.
Die räumliche Nähe gibt dem Hirtenvolk auch die Möglichkeit, Beeinträchtigungen der Tributzahlungen (nicht mehr nur durch Angriffe von außen, sondern auch) durch interne Streitigkeiten unter den Bauern zu verhindern. In der fünften Phase beginnen die Hirten daher, sich zum Schiedsrichter bei internen Streitigkeiten zu berufen und ihren Schiedsspruch mit Gewalt durchzusetzen. In dieser sich gewohnheitlich festigenden Herrschaftsstruktur mit räumlicher Nähe beginnen sich die Eroberer und Unterworfenen zu durchmischen; sowohl kulturell als auch verwandtschaftlich (indem sich die Eroberer Frauen der Unterworfenen auswählen) findet eine Entdifferenzierung der Stammeszugehörigkeit von Herrschern und Beherrschten bei Aufrechterhaltung der eingewöhnten Herrschaftsstruktur statt. Mit Abschluss dieser sechsten Phase der Durchmischung ist die Entstehung des Staates nach Oppenheimers Modell abgeschlossen.

## Belege für die Unterwerfungstheorie
Laut Uwe Wesel ist die Annahme der Unterwerfungstheorie, nach der staatliche Herrschaft im Zuge der Eroberung friedlicher Bauernvölker durch kriegerische Hirtenstämme entstand, durch ethnologische Befunde am besten belegt.
Diese Einschätzung beruht im Wesentlichen auf drei Beobachtungen:
Zum einen ist es für die Eroberungsthese von Bedeutung, dass staatliche Herrschaft nie in Gesellschaften zu finden ist, die kulturell homogen sind, in denen also nie eine Eroberung eines Stammes durch einen anderen stattgefunden hat.
Zum zweiten sind Staaten erst weit nach der Einführung des Ackerbaus entstanden. Zu diesem Zeitpunkt waren dessen Techniken so weit vorangeschritten,  dass tatsächlich ein Überschuss erwirtschaftet werden konnte. Es wird daraus geschlossen, dass erst der erwirtschaftete Überschuss den Grund für einen Eroberer darstellte, die Unterworfenen nicht auszuplündern und zu vernichten, sondern Teile der Ernte als Tributzahlungen einzufordern. Ethnologisch findet diese These eine Bestätigung im Volk der Nuer: Die Nuer haben oftmals benachbarte Völker geplündert; allerdings waren diese eroberten Völker Hirtenvölker, weshalb die Nuer – mangels eines wie bei Bauernvölkern einzufordernden Überschusses – keine staatliche Herrschaft etabliert haben.
Die dritte Beobachtung betrifft den Teil der Theorie, nach dem die Eroberer Hirten gewesen sein müssen: Beispiele kriegerischer Bauernvölker zeigen, dass diese das eroberte Land zur eigenen Bewirtschaftung an sich nehmen und die ansässige Bevölkerung töten; daher müssen die Eroberer Hirtenvölker gewesen sein.